# Steve Hamilton
Steve Absher Hamilton (Columbia, 30 novembre 1935 – Morehead, 2 dicembre 1997) è stato un giocatore di baseball, cestista e allenatore di baseball statunitense, professionista nella MLB e nella NBA.

## Carriera
Venne selezionato dai Philadelphia Warriors al nono giro del Draft NBA 1957 (67ª scelta assoluta) e dai Minneapolis Lakers al secondo giro del Draft NBA 1958 (8ª scelta assoluta).